# Pandanus kedahensis
Pandanus kedahensis är en enhjärtbladig växtart som beskrevs av Harold St.John. Pandanus kedahensis ingår i släktet Pandanus och familjen Pandanaceae. Inga underarter finns listade.